# Josefa Garcia Greno
Maria Josefa Garcia Seone Greno (Medina-Sidonia, 1 de setembro de 1850 - Lisboa, 27 de janeiro de 1902), mais conhecida por Josefa Garcia Greno, foi uma pintora luso-espanhola naturalista que fez parte do Grupo do Leão.

## Biografia

### Primeiros Anos
Josefa Garcia Greno nasceu no bairro de Santa Maria, em Medina-Sidonia, na Andaluzia, a 1 de setembro de 1850. Quando o pai, o capitão-general José Garcia Saéz, morreu quando ela tinha 4 anos, Josefa e a mãe, Maria Seone, foram viver para A Corunha, na Galiza, onde permaneceram durante seis anos até retornarem à Andaluzia. Em Sevilha, aprendeu a ler, a escrever, a bordar e a desenhar num dos melhores colégios espanhóis, chegando a escrever e publicar contos e poemas, contudo o seu regresso ao sul de Espanha deu-se durante a queda da Primeira República Espanhola e o restabelecimento da monarquia com Afonso XII, num período de intensa instabilidade em Espanha, tendo o regime republicano durado apenas onze meses e o país enfrentado três guerras civis. Com o eclodir da Terceira Guerra Carlista, talvez temendo a insegurança, a família Seone optou por se instalar em Lisboa. A residir na capital portuguesa, Josefa recorreu à alta costura e aos bordados como forma de sustento para ela e sua mãe.

### Casamento e Vida em Paris
Por volta de 1870, então com 20 anos de idade, conheceu o pintor Adolfo César de Medeiros Greno, que estudava Pintura na Academia de Belas-Artes de Lisboa, com o qual casou a 18 de setembro de 1876, na Igreja de Nossa Senhora do Socorro, em Lisboa.

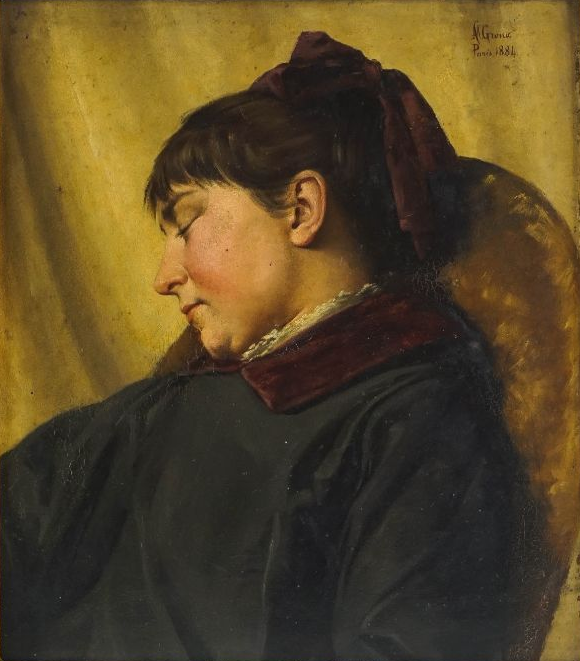
Josefa Greno a dormir (1884), da autoria de Adolfo César de Medeiros Greno

Após o matrimónio, no mesmo ano, o casal mudou-se para Paris com a mãe de Josefa, para que Adolfo, discípulo do romântico Miguel Ângelo Lupi, prosseguisse os seus estudos académicos. Durante esse período, Josefa foi uma das principais modelos nos quadros do seu marido, começando também a aprender a pintar.

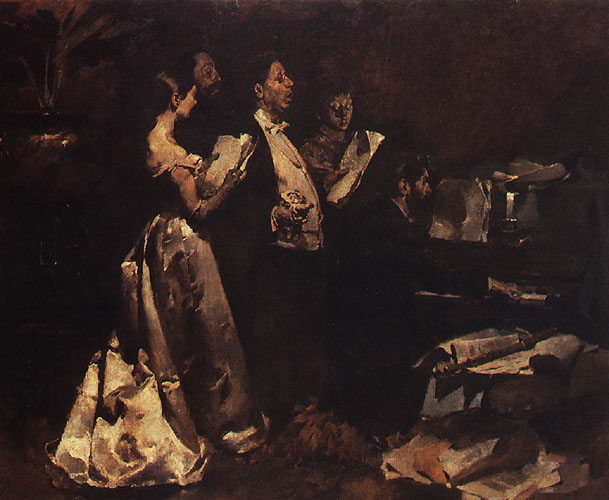
Pintura Concerto de Amadores de Columbano Bordalo Pinheiro. Josefa é a figura junto ao pianista, a olhar para baixo

Inicialmente, Adolfo Greno começou por beneficiar de uma bolsa de Pintura Histórica que ganhara, passando a ter por mestre Alexandre Cabanel, seguidor dos modelos clássicos greco-romanos, contudo, após começar a desleixar os estudos e o trabalho, frequentando cada vez mais a noite boémia da cidade e deixando de cumprir os prazos de entrega dos seus trabalhos, perdeu o apoio financeiro da Academia em 1881. Ao ver que a família não podia depender do marido para se sustentar, Josefa Garcia Greno entregou-se cada vez mais à pintura, passando a dedicar-se então aos quadros de flores, como mimosas, peónias e malmequeres, entre outras, sendo pouco depois admitida na Société des Artistes Français, graças a uma pintura que apresentou de uma paisagem.
Ainda em Paris, durante a sua estadia, começou a conviver com os pintores portugueses Columbano Bordalo Pinheiro e Artur Loureiro e viu o seu trabalho artístico ser reconhecido. É deste período o quadro Um Concerto de Amadores pintado por Columbano, no qual o casal Greno aparece por sugestão de Artur Loureiro, sendo Josefa a figura feminina que se encontra ao lado do pianista, olhando para baixo.

### Regresso a Portugal e o Grupo do Leão

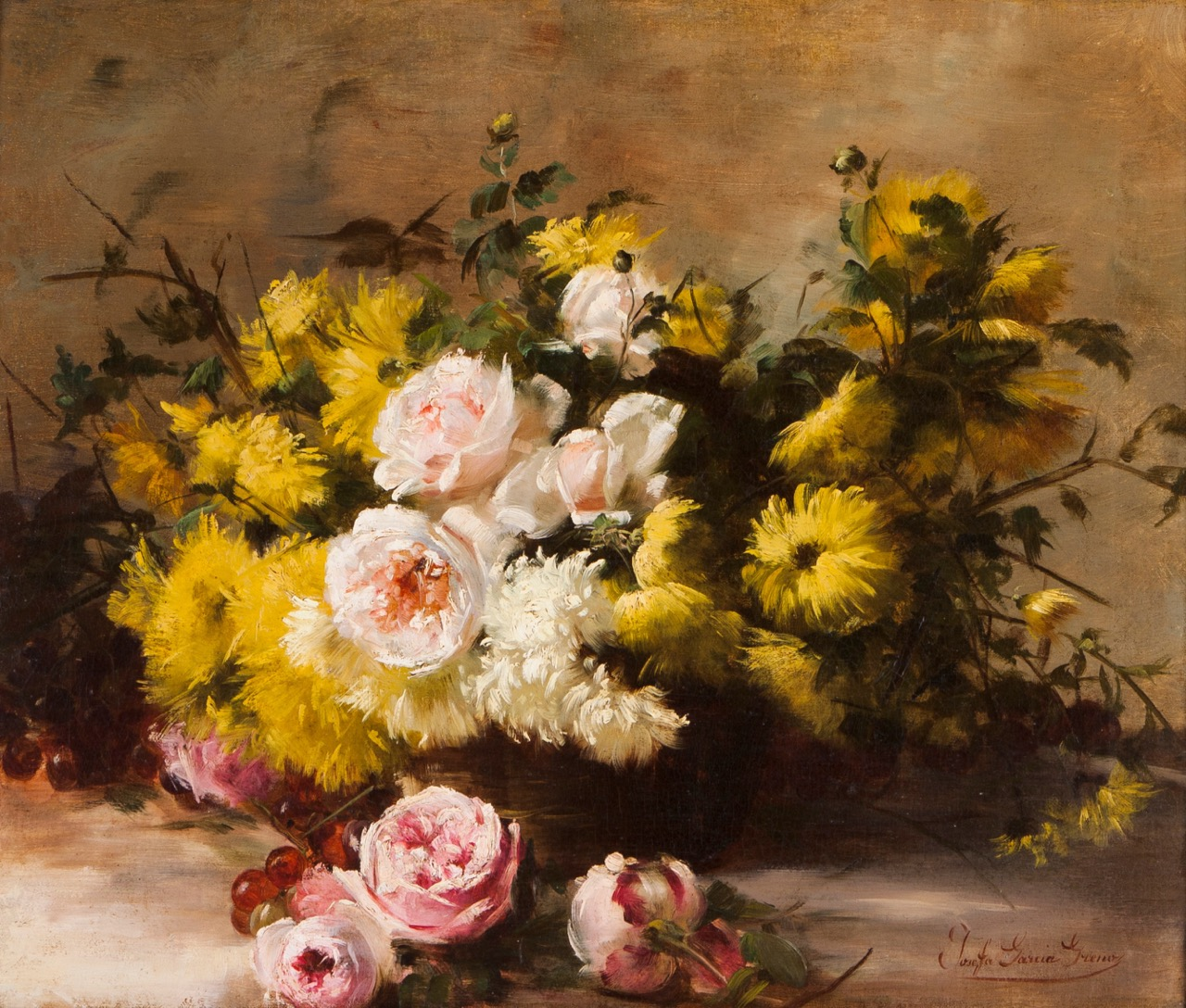
Natureza morta com flores da autoria de Josefa Garcia Greno

Regressada a Portugal, em 1884, Josefa Garcia Greno participou na XIII Exposição da Sociedade Promotora das Belas-Artes, onde chamou a atenção dos organizadores do evento pela sua técnica, especialmente pelas cores que utilizava e a maneira de como trabalhava a luz nas suas telas, tendo sido premiada com uma medalha, e em 1886, apresentou vários quadros na VI Exposição de Quadros Modernos, organizada pelo Grupo do Leão, para o qual foi convidada pelo pintor Silva Porto.
Tornando-se numa pintora aclamada, cujo sucesso de vendas era superior às de José Malhoa, passou a integrar o restrito grupo das Senhoras Leoas, nome pelo qual eram conhecidas as mulheres artistas que faziam parte do movimento, nomeadamente, Berta Ortigão, Maria Augusta de Prostes Bordalo Pinheiro e Helena Gomes. 
Até 1901, foi uma presença constante nas exposições organizadas pelo Grémio Artístico e pela Sociedade de Belas-Artes, tendo frequentado os salões da elite cultural lisboeta da altura, convivendo com escritores como Fialho de Almeida e expondo ao lado de artistas como Columbano Bordalo Pinheiro, José Malhoa, Silva Porto, Fanny Munró, entre outros.
Foi também mentora e mestre de pintura de vários artistas portugueses, constando nos seus discípulos os nomes do pintor naturalista Simão Luís da Veiga e da pintora Júlia Hermínia da Conceição Xavier.

### O Caso Greno
Enquanto Josefa atingia um elevado sucesso profissional, o seu marido tinha um percurso contrário, gastando as poupanças da família. Tanto os amigos mais próximos do casal quanto os conhecidos consideraram que a maior crise nervosa de Josefa ocorrera em 1895, altura em que o marido se apropriou indevidamente das poupanças que ela arduamente tinha conseguido reunir. Em 1897, a crítica começou a levar em conta o que se dizia a propósito da sua decadência a nível familiar, não tendo participado no Grémio Artístico de 1899, ano em que a mãe, que sempre a acompanhara, mesmo em Paris, morreu, facto que abalou a pintora profundamente. Maria Seone já passava dos oitenta anos. Josefa nunca mais pegou nos pincéis.
Na noite de 7 de abril de 1901, Josefa Garcia Greno desferiu um tiro sobre o marido, não o atingindo. Apesar da gravidade da situação, visto que este tipo de intimidações mútuas eram comuns entre o casal, o sucedido não teve efeito em Adolfo e, um mês depois, Josefa participou ainda na primeira exposição da Sociedade Nacional de Belas-Artes, que inaugurou a 15 de maio de 1901, não recebendo nenhuma medalha. Após vários anos num casamento conflituoso, na noite de 25 para 26 de junho do mesmo ano, Josefa atingiu o marido com 4 tiros, enquanto este dormia, ficando o sucedido intitulado como "o horrível crime da Travessa de São Mamede" ou o "caso Greno" nos vários folhetos de cordel. Devido ao escândalo, após o homicídio do seu marido, os seus quadros expostos na Sociedade de Belas-Artes foram todos adquiridos.
Sobre o incidente, Josefa teria dito: "Por ele me sacrifiquei e me fiz pintora… Trabalhei muito… até chegar à última pintura, que foi esta", acrescentando: "Roubou-me a alegria e a confiança, tudo o que uma mulher pode ter de mais sagrado. A minha vida era impossível com um mentiroso... Sofri muito. Sofro muito! (...) Ele gastava todo o dinheiro que eu ganhava. Era um desequilibrado. Não podíamos viver bem. A mulher tem os seus direitos."
Levada para a Prisão do Aljube e no rol dos depoimentos, o seu cunhado, Carlos Greno, depôs a seu favor, sendo então transferida para o Hospital de Rilhafoles a 2 de julho de 1901. Miguel Bombarda, aclamado psiquiatra e diretor daquele hospital, proibiu-lhe as visitas, não tendo ninguém retornado a ver a pintora com vida. O seu caso foi estudado pelo psiquiatra português que declarou tratar-se de um delírio, tendo ainda recolhido vários pareceres de célebres congéneres estrangeiros, como Cesare Lombroso, Emil Kraepelin e Eduard Hitzig. Terminado o processo médico-legal, Josefa Garcia Greno foi declarada como insana pela maioria dos jornais da época, sendo a sua imagem cruelmente denegrida por Maximiano Lemos na sua entrada da Enciclopédia Illustrada, dados mais tarde eliminados na Grande Enciclopédia portuguesa e brasileira.
Posteriormente foi-lhe diagnosticado o mal de Bright, a que se somava a decadência mental.

### Morte
Sete meses depois de ser internada, Josefa Garcia Greno faleceu às 21 horas do dia 27 de janeiro de 1902, então com 51 anos de iade, no Hospital de Rilhafoles, à data situado na freguesia da Pena, em Lisboa. No dia seguinte, foi realizada uma autópsia pelo próprio psiquiatra Miguel Bombarda, que, mais tarde, a 1 de fevereiro, sob a sua presidência, realizou uma sessão na Sociedade de Ciências Médicas, sendo o principal orador na exposição do caso da pintora. Na mesma sessão, Silva Amado, denotou na análise à autópsia que Josefa tinha um coração com mais do dobro do peso e medida de um coração feminino.
A 29 de janeiro, foi publicado no Diário Illustrado, o seguinte artigo noticioso, acerca de sua morte: "(...) falleceu no hospital de Rilhafolles D. Josepha Greno. Eis o ultimo quadro d'esse drama que tão profundamente nos impressionou. A morte, descendo sobre ella, deixou ainda uma terrivel interrogação: Uns hão de responder a ella com a palavra crime, outros, mais piedosos, e por isso mesmo talvez mais sabios, com a palavra desgraça; e outros, ainda, hão de ver n'essa interrogação a mais perfeita resposta... Seja, porém, o que fôr. O que é certo é que esse perturbado coração de mulher se ha de ter encontrado já face a face com a Verdade: e oxalá que, à sua luz, elle tenha encontrado em si, não sangue, mas lagrimas somente".
O cortejo fúnebre, realizado no dia 30 de janeiro, e que seguiu para o Cemitério do Alto de São João, o mesmo cemitério em que jaz Adolfo Greno, resumiu-se a uma sege dourada para o caixão, uma outra com o sacerdote e o acólito, e cinco carruagens "com outras tantas senhoras e três cavalheiros".

## Breve selecção de obras
- Natureza morta com rosas e amores-perfeitos[30]
- Flores (um bouquet circular de rosas) [11]
- Pomba entre Flores[10]
- Malvaiscos e frutos
- Rosas e despedidas de verão
- Cesto de rosas
- Estrellas do Egypto
- Jarra com flores
- Peónias[9]
- Margens do Águeda
- Margens do Vouga
- Preparos para o festim
- Natureza-morta com melancias
- Pomba entre flores

## Galeria

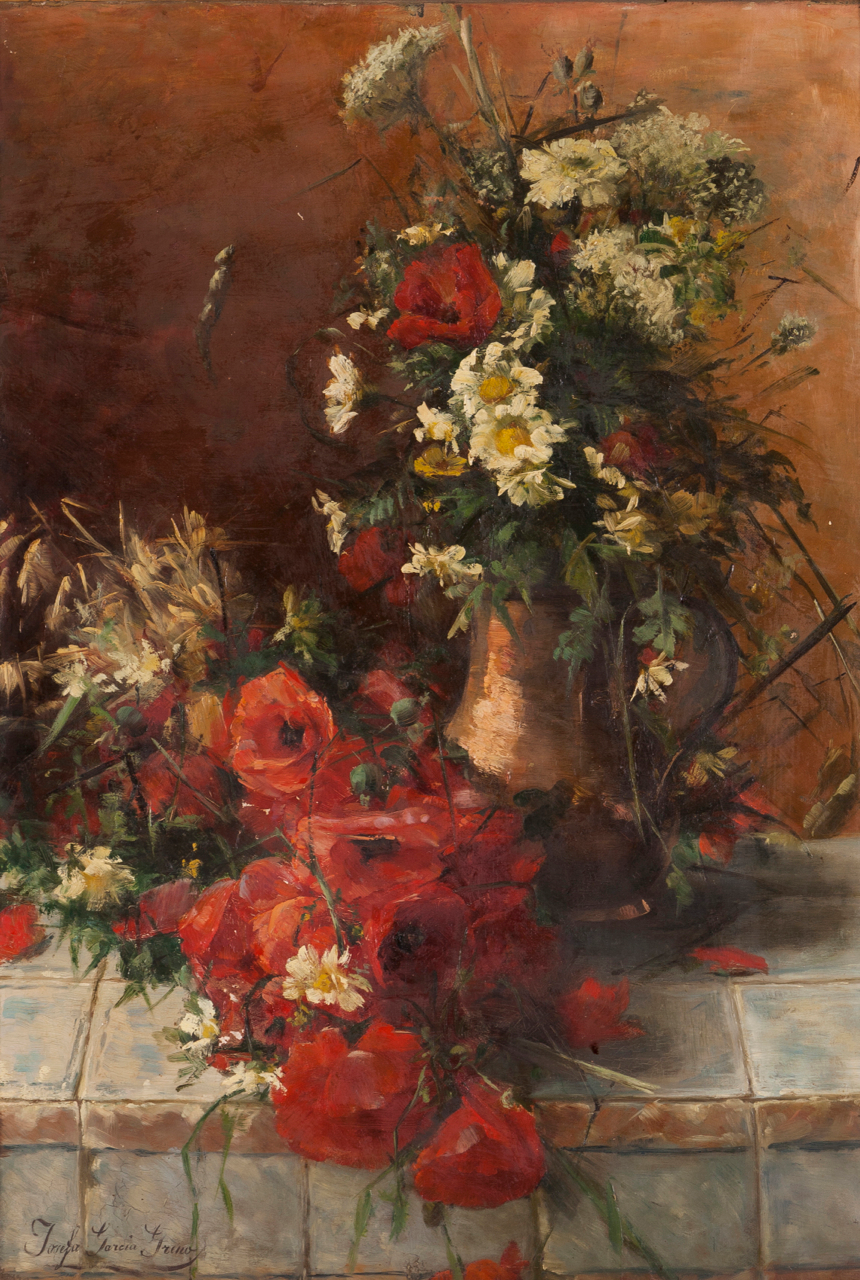
Flores
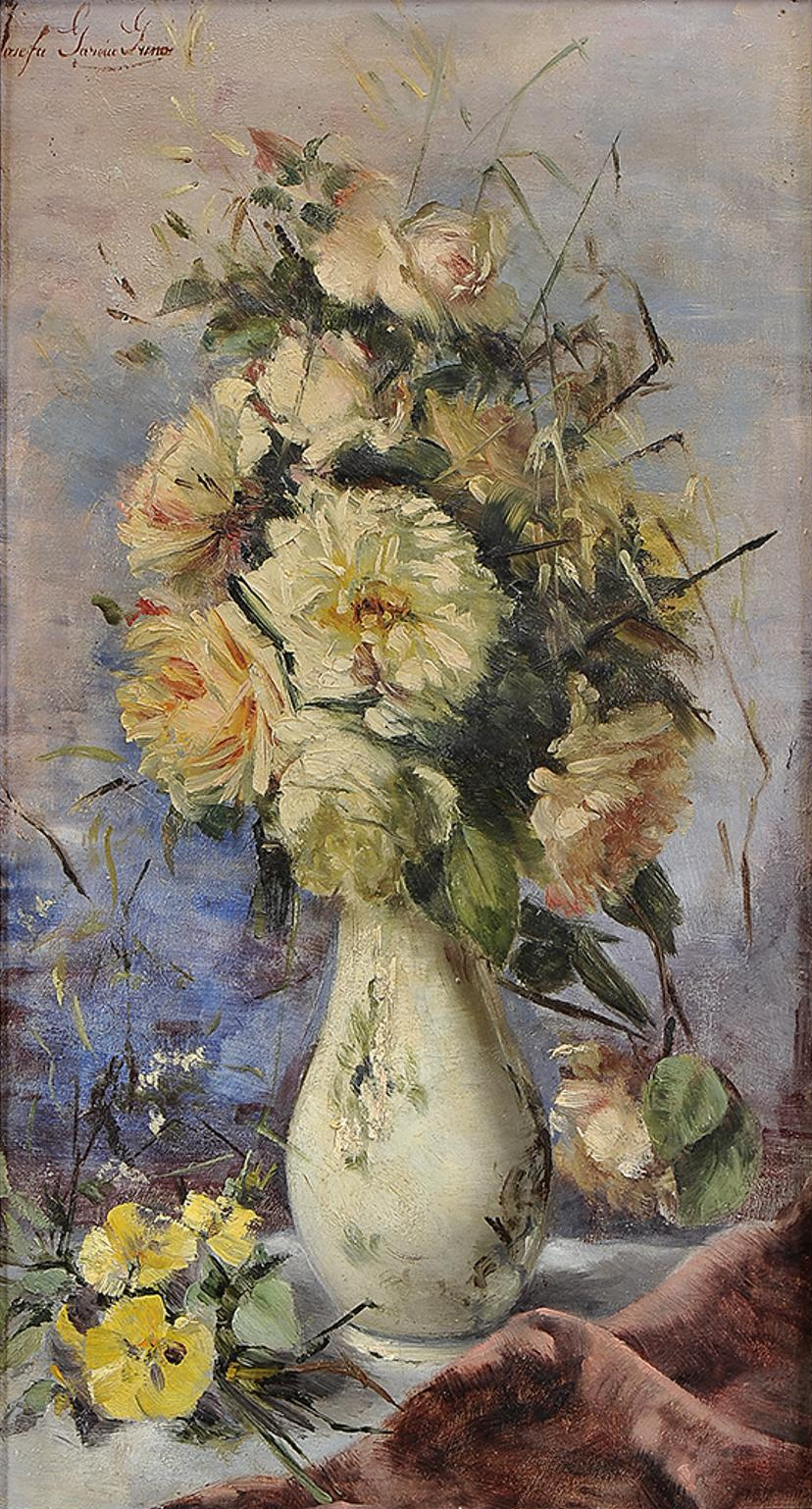
Jarra com flores
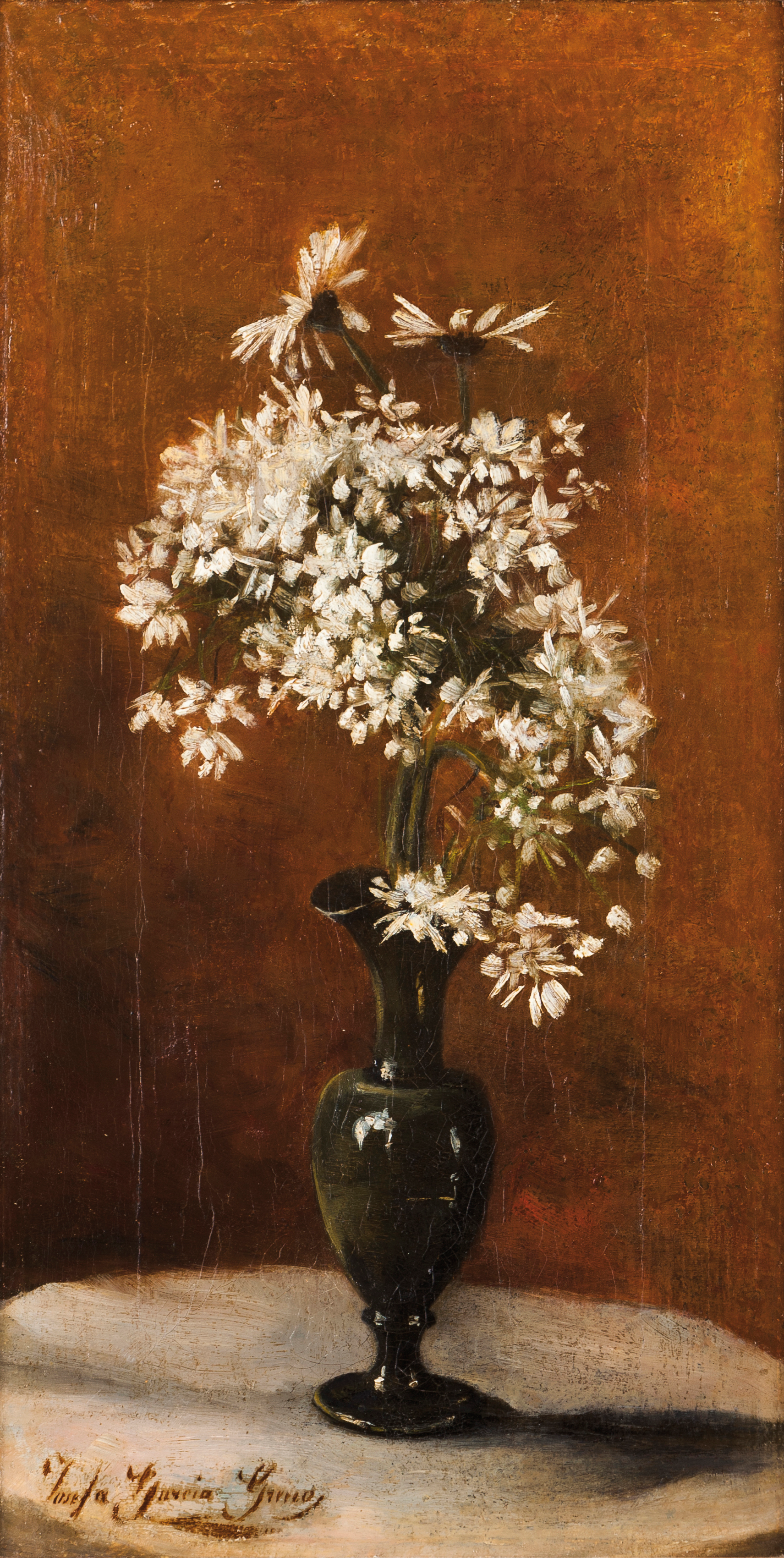
Natureza Morta
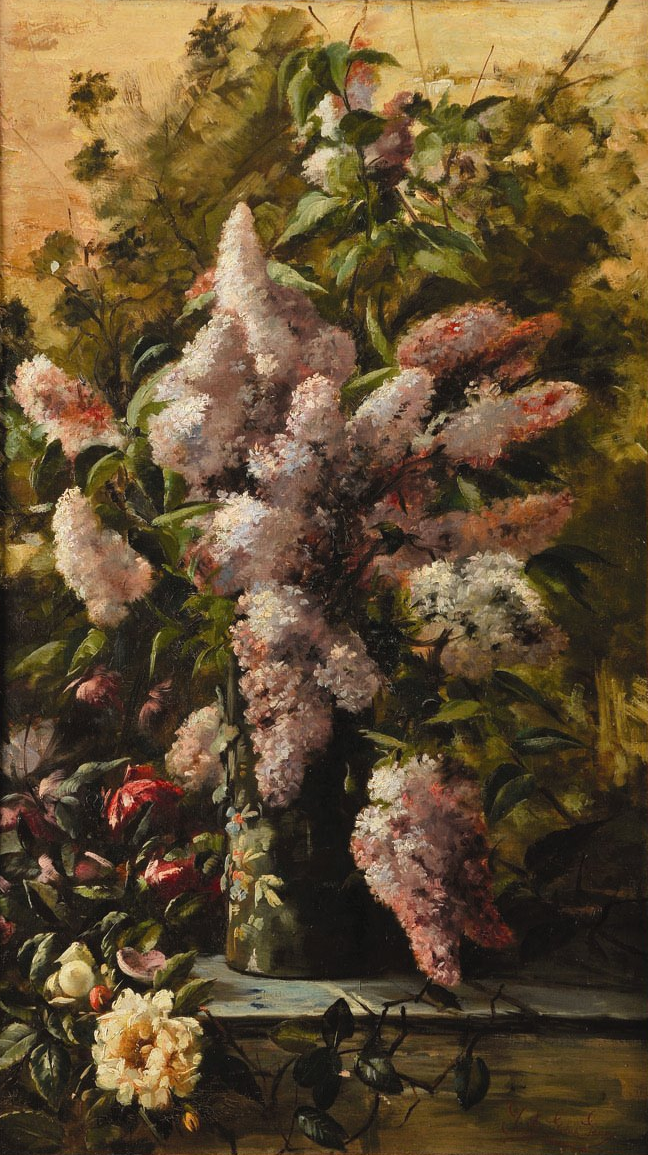
Lilazes
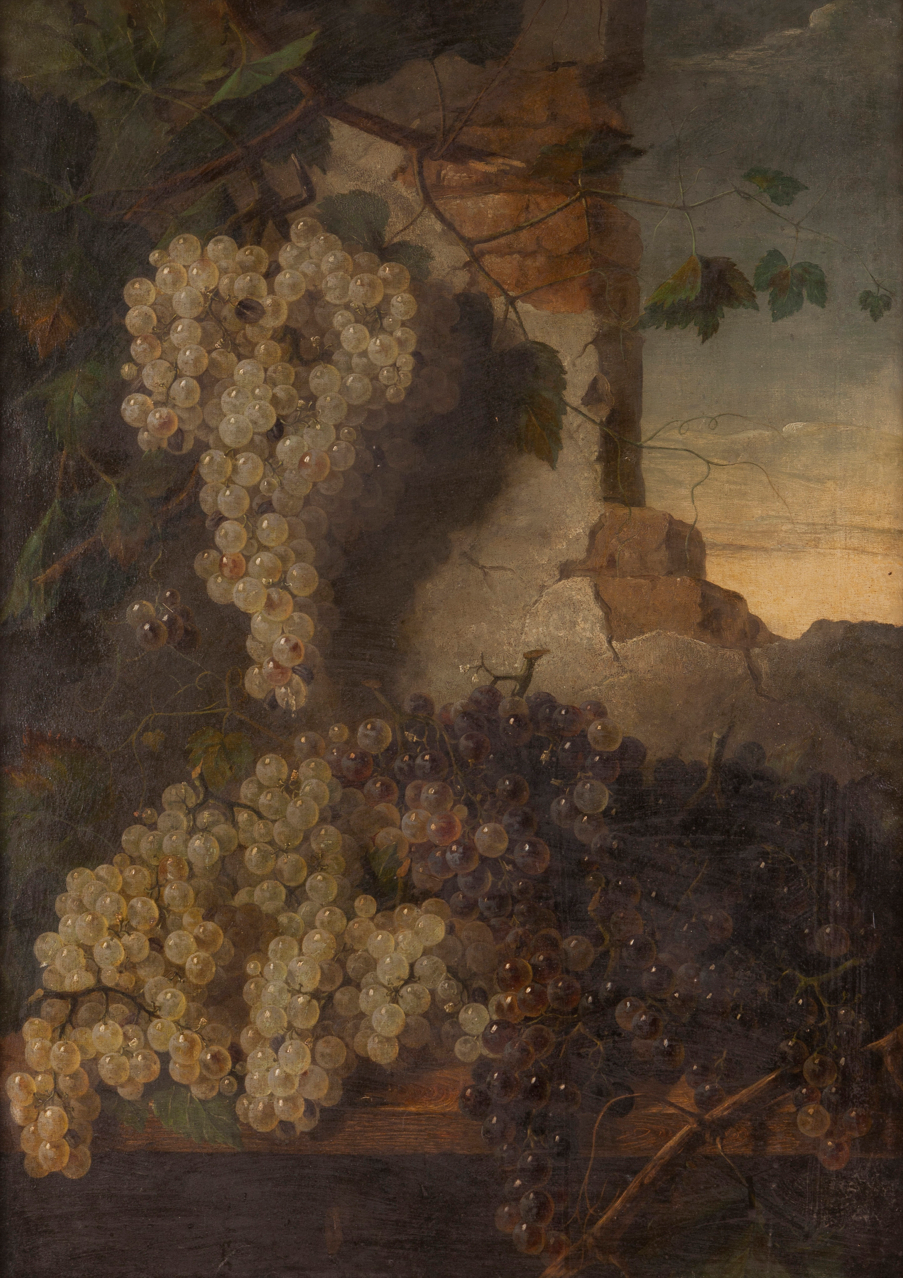
Natureza morta com uvas e ruínas
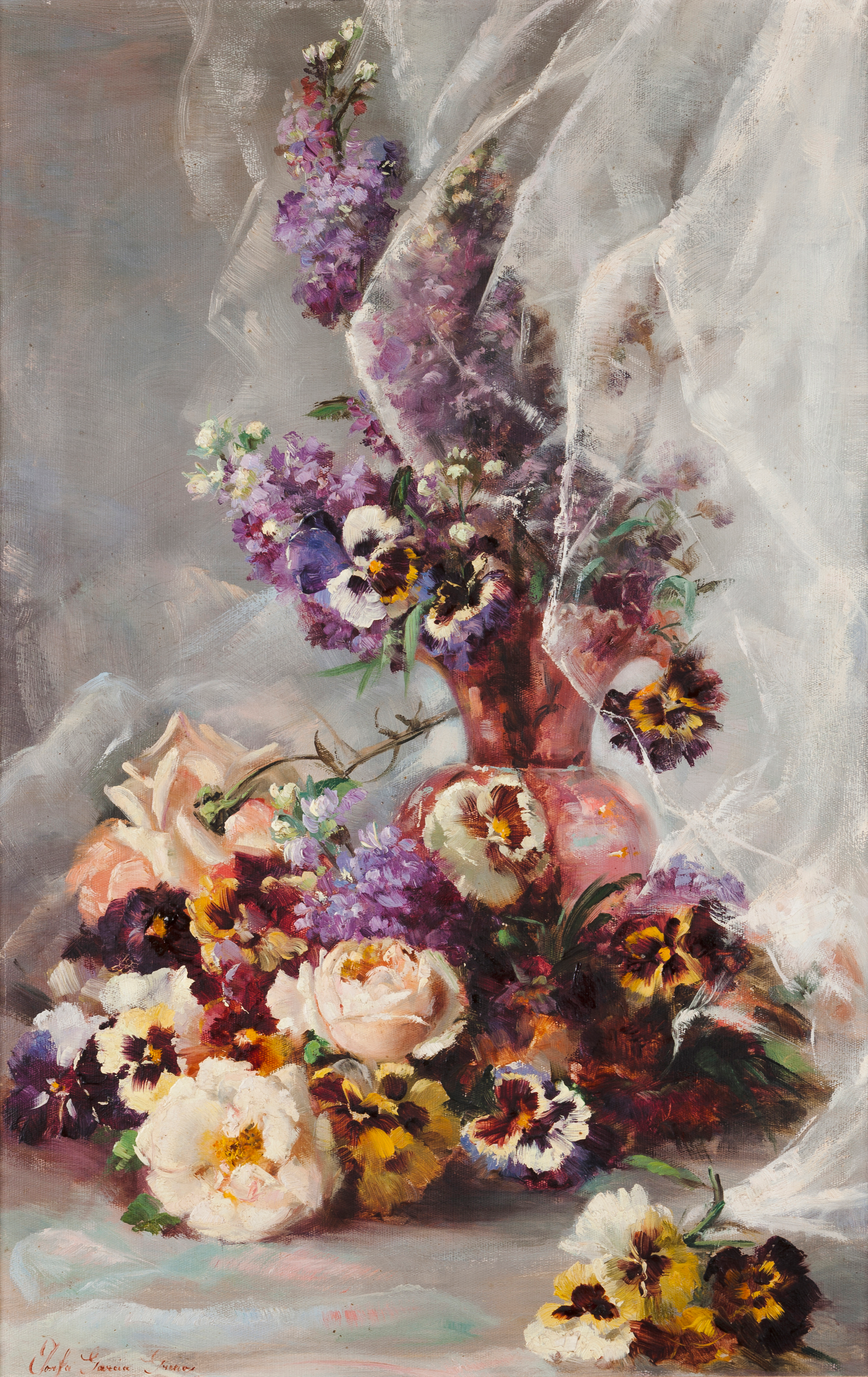
Natureza morta
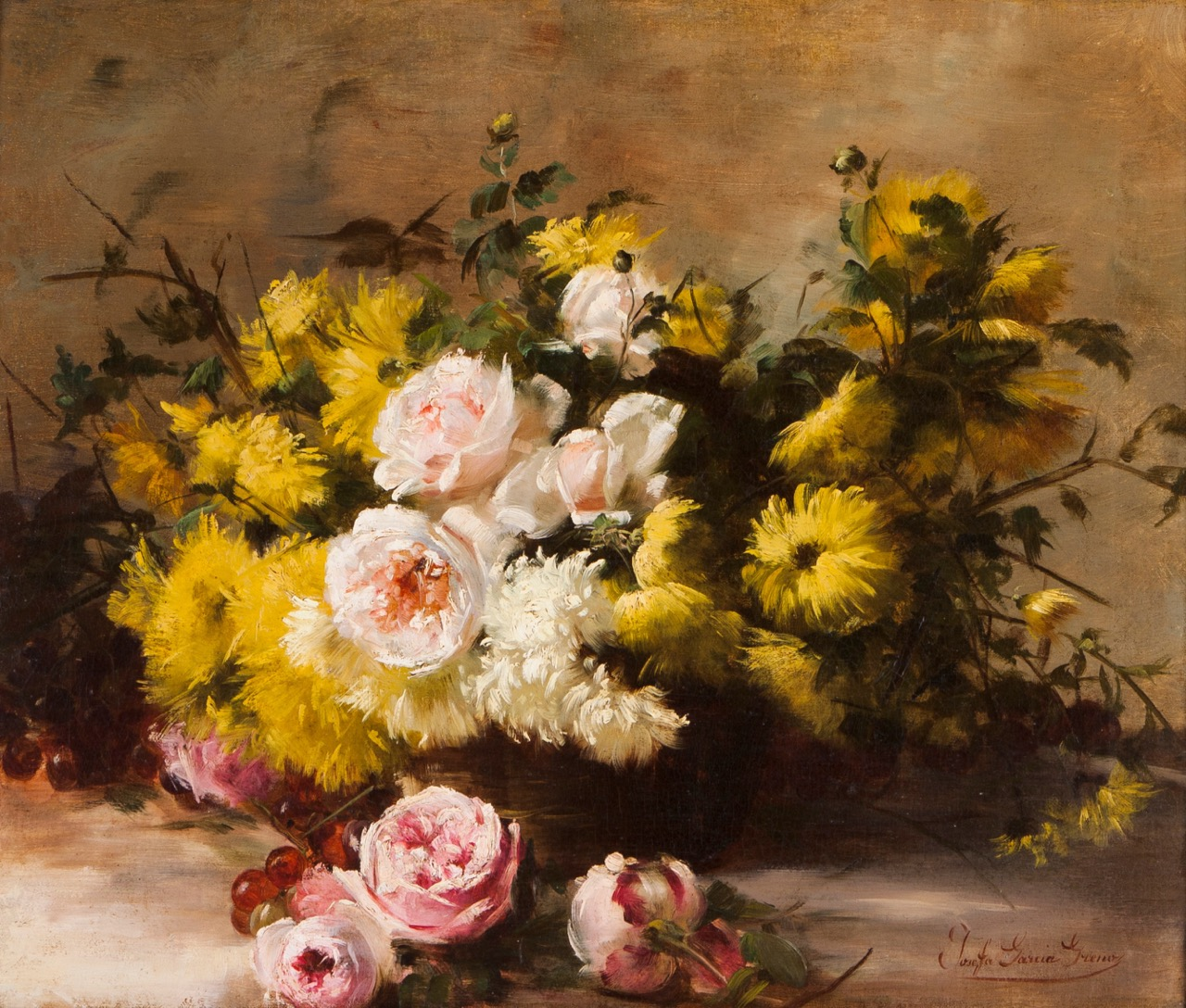
Natureza morta com flores

## Prémios e Exposições
- 1884 - Estreia-se em Portugal na XIII exposição organizada pela Sociedade Promotora das Belas Artes, onde para além de ser a que mais vende quadros, ganha a medalha de terceira classe da Exposição, passando à frente da pintora Maria Augusta de Prostes Bordalo Pinheiro[7][15][31]

- 1886 - Expõe na VI Exposição Quadros Modernos (Grupo do Leão) [7][15][31][32]

- 1887 - Participa na mostra da Sociedade Promotora das Belas Artes e na VII Exposição de Quadros Modernos do Grupo Leão[7][33][32]

- 1888 - Marca Presença na Exposição Industrial Portuguesa[7][32][34]

- 1889 - Expõe no oitavo salão do Grupo do Leão (Exposições de Quadros Modernos) [7][32]

- 1891 - Marca presença na I Exposição do Grémio Artístico em Lisboa[35]

- 1891 - Exposição da Indústria Portuguesa que decorreu no Palácio de Cristal, no Porto[7]

- 1892 - Expõe na II Exposição do Grémio Artístico - Sociedade Nacional das Belas Artes e ganha uma Menção Honrosa, na Secção Óleo[36][37]

- 1893 - Participa na III Exposição do Grémio Artístico de Lisboa[37][38]

- 1894 -  Participa na IV Exposição do Grémio Artístico de Lisboa[37]

- 1895 - 5ª Exposição do Grémio Artístico, Josefa expõe ao lado de Malhoa, Roque Gameiro, Arthur Melo e do próprio rei, Dom Carlos I[39]

- 1901 - Expõe 5 quadros na I Exposição da Sociedade Nacional de Belas Artes na secção de pinturas a óleo[40][41][1]